# Arabia Saudita en los Juegos Paralímpicos de Atenas 2004
Arabia Saudita estuvo representada en los Juegos Paralímpicos de Atenas 2004 por seis deportistas masculinos. El equipo paralímpico saudita no obtuvo ninguna medalla en estos Juegos.